# Círculo de Escritores Cinematográficos
El Círculo de Escritores Cinematográficos (CEC) es una organización sin fines de lucro de España fundada en 1945 que reúne a informadores, escritores y críticos cinematográficos con el objetivo de crear, apoyar y difundir actividades culturales vinculadas a las diversas facetas del cine, con total independencia política e ideológica.

## Asociados
Sus quince miembros fundadores, en 1945, fueron: Fernando Viola Sánchez (el primer presidente del círculo), Luis Gómez Mesa, Carlos Fernández Cuenca, Joaquín Romero Marchent, Pío García Viñolas, Francisco Hernández Blasco, Adriano del Valle, Pío Ballesteros, Fernando Merelo, José González de Ubieta, Domingo Fernández Barreira, Fernando Méndez-Leite von Haffe, Luis Figuerola, Antonio Barbero y Antonio Crespo, al que luego sustituyó Ángel Falquina, quienes se fijaron como objetivo "la defensa y divulgación del arte cinematográfico".
Entre los miembros del Círculo pueden citarse a Alfonso Sánchez, José María García Escudero, Pascual Cebollada, Rafaela Rodríguez o José Luis Garci; y entre los miembros de honor a Ingmar Bergman, Federico Fellini o Mario Moreno, Cantinflas.

## Cineclub
La primera actividad que realizó el Círculo fue la creación de un cineclub encargado de difundir tanto películas contemporáneas que no encontraban lugar en las salas comerciales como películas antiguas que requerían una revisión. Los principales responsables de su funcionamiento fueron Antonio Barbero, Luis Gómez Mesa y Carlos Fernández Cuenca. El 21 de noviembre de 1945 ofreció su primera sesión en el Cine Colón de Madrid, incluyendo en el programa el reestreno de The Kid, de Charles Chaplin. Posteriormente, la sala de proyección se cambiaría sucesivamente a los cines Imperial y Palace, al Teatro Maravillas y al Cine Gong. La vida de los cineclubes españoles hasta entonces había sido limitada: el que fundó Ernesto Giménez Caballero en 1928 funcionó hasta 1931 y el del GECI, que operó entre 1931 y 1936, solo celebró treinta sesiones. El del CEC los superó a ambos, celebrando numerosas sesiones que se prolongaron hasta el 27 de junio de 1951.
Desde sus inicios, el boletín que informaba de las proyecciones organizó un concurso de crítica cinematográfica sobre los filmes exhibidos. Las mejores críticas eran premiadas y publicadas en dicho programa. Pedro Lazaga y Alfredo Tocildo fueron dos de los jóvenes repetidamente ganadores de esos concursos hasta el punto de que llegaron a ser admitidos como socios del Círculo en octubre de 1946.

## Premios CEC

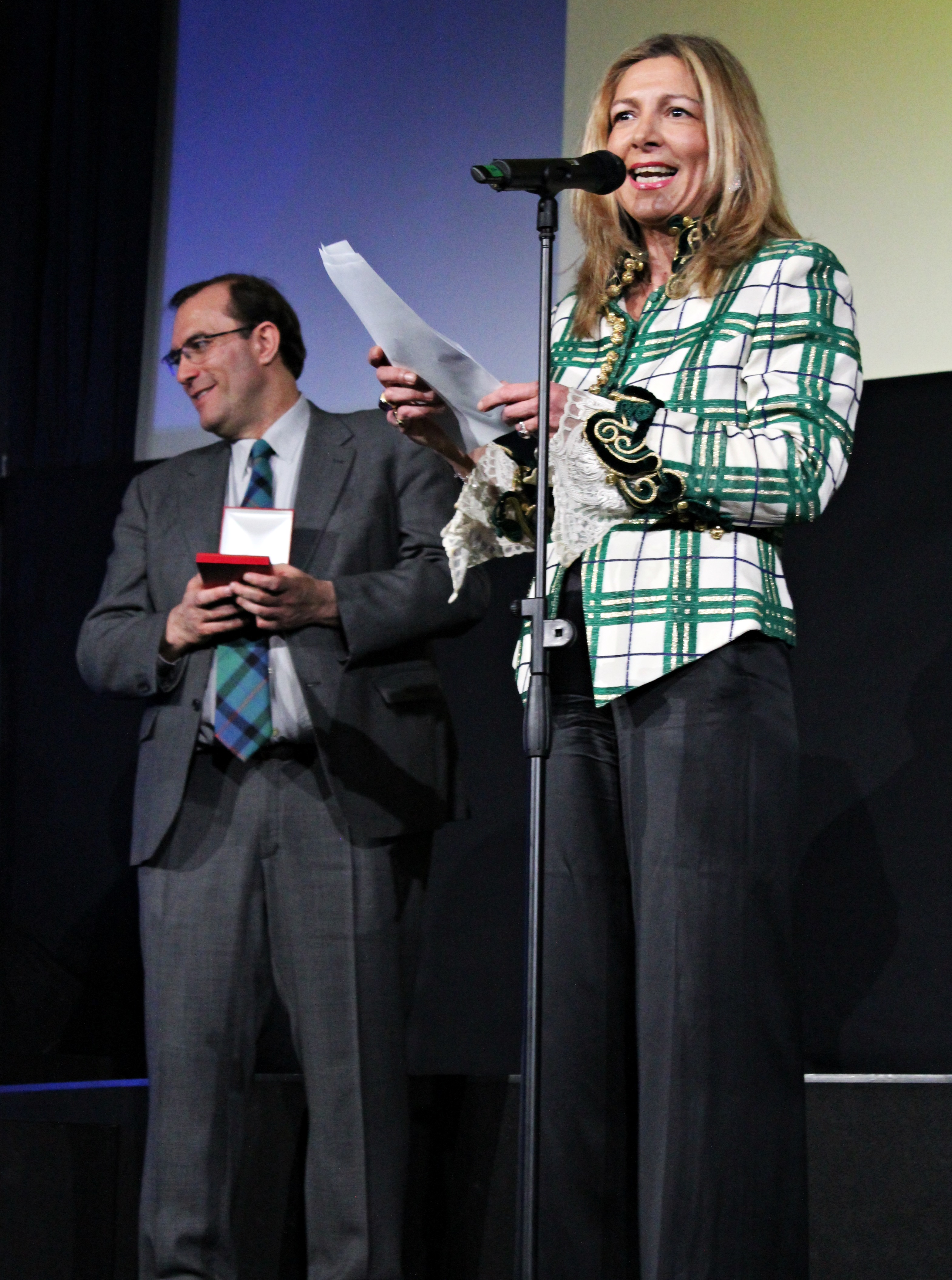
El presidente del CEC Jerónimo José Martín y Gloria Scola se disponen a entregar una medalla.

La medalla que desde 1945 entrega anualmente a los premiados el CEC (con excepción del lapso 1985-1989 en que se suspendió su entrega) fue diseñada por el artista González de Ubieta.
En su origen los premios se otorgaban en trece especialidades:
| - Película - Director - Actor - Actriz | - Actor secundario - Actriz secundaria - Fotografía - Decorados - Música | - Argumento original - Guion - Labor Crítica - Labor Literaria |

En 1947 se creó un nuevo premio que se llamó "Revelación" que luego sucesivamente se llamó Premio "Gimeno", Premio "Jimeno" (desde 1949), Premio "Antonio Barbero" (desde 1962) y por fin de nuevo Premio Revelación. El Premio al Mejor Argumento Original y el Premio al Mejor Guion fueron reemplazados por las Medallas al Mejor Guion Original y al Mejor Guion Adaptado. En 1983 se creó el Premio al Mejor Montaje. El Premio a la Labor Crítica estuvo suspendido durante veinticinco años y reapareció en 1999 con el nombre de Premio a la Labor Periodística, si bien en ocasiones se lo ha unido al Premio a la Labor Literaria. Desde 2003 el Premio Homenaje pasó a llamarse Medalla de Honor.

## Otras actividades y distinciones recibidas
El CEC ha realizado otras actividades. Destaca la organización de concursos de guiones y crítica cinematográfica a partir de 1947.
El CEC colabora con otras instituciones en actividades vinculadas al cine, como por ejemplo con la Filmoteca Española, la Asociación de Cine-Clubs de la Universidad Politécnica de Madrid, las facultades de Ciencias de la Información de las universidades Complutense, San Pablo-CEU, Universidad Europea de Madrid, Universidad de Navarra, Instituto de Lenguas Romanísticas de la Karl-Franzens-Universität (Graz, Austria), Universidad Católica de Chile, el Círculo de Bellas Artes, el Ateneo de Madrid, el Ateneo Jovellanos (Gijón) y la Asociación André Bazin.
En 1966 le fueron otorgados al CEC el Premio Nacional de Cinematografía de España y la medalla de la Semana de Cine Religioso y de Valores Humanos de Valladolid (actual Seminci).